# Aeroporto Campo dos Amarais
O Aeroporto Estadual Campo dos Amarais (IATA: CPQ, ICAO: SDAM) é um aeroporto que fica na Zona Norte de Campinas, ao lado da Estrada dos Amarais e próximo à Rodovia Dom Pedro I, no meio do trecho entre Nova Aparecida e Barão Geraldo, destinado a aeronaves de pequeno porte, tais como jatos executivos, táxi aéreo e treinamento para pilotos, possuindo 25 hangares. A partir de 2009, o aeroporto passou a contar com estrutura para pousos e decolagens noturnos, cuja homologação e autorização só se completaram em dezembro de 2010.

## Aeroporto Estadual Campo dos Amarais
SDAM/CPQ

### Informações técnicas
- Indicação IATA: CPQ
- Indicação ICAO: SDAM
- Localização: 22 51 33S / 047 06 29W
- Dimensões da Pista (m): 1650 x 30
- Pavimentação: ASPH (PCN) 25/F/A/X/T
- Designação da Cabeceira: 16 / 34
- Frequência de Rádio (FCA): 125,775 MHz
- Terminal de Passageiros (m²): 230
- Estacionamento de Veículos - nº de vagas: 50
- Distância do Aeroporto até o Centro da Cidade: 9 km

## Concessão à iniciativa privada
O Governo do estado de São Paulo anunciou a intenção de privatizar diversos aeroportos, estradas e transporte público do sistema metro-ferroviário sob sua administração e o aeroporto Campo dos Amarais está no plano de intenções.
No dia 1.º de novembro de 2017, o aeroporto foi concedido a iniciativa privada e a empresa Voa SP Aeroportos passou a administrar o aeroporto, por um prazo de 30 anos, onde deverá realizar melhorias e investimentos neste período.